# Wera Klimowitsch
Wera Klimowitsch (belarussisch Вера Клімовіч; englische Transkription: Vera Klimovich; * 29. April 1988 in Minsk) ist eine belarussische Volleyballspielerin. Sie spielt auf der Position Mittelblock.

## Erfolge Verein
Belarussische Meisterschaft:
- 2007
- 2005, 2006, 2009
- 2008

Aserbaidschanische Meisterschaft:
- 2010, 2012

Challenge Cup:
- 2012
- 2011

Italienische Meisterschaft:
- 2015

Finnischer Pokal:
- 2017

Finnische Meisterschaft:
- 2017

Israelische Meisterschaft:
- 2019
- 2021

## Erfolge Nationalmannschaft
Europaliga:
- 2019

## Privates
Klimowitsch ist mit dem brasilianischen Volleyballtrainer Angelo Vercesi verheiratet.